# Pseudomelatoma moesta
Pseudomelatoma moesta é uma espécie de gastrópode do gênero Pseudomelatoma, pertencente a família Pseudomelatomidae.